# 新鶴パーキングエリア

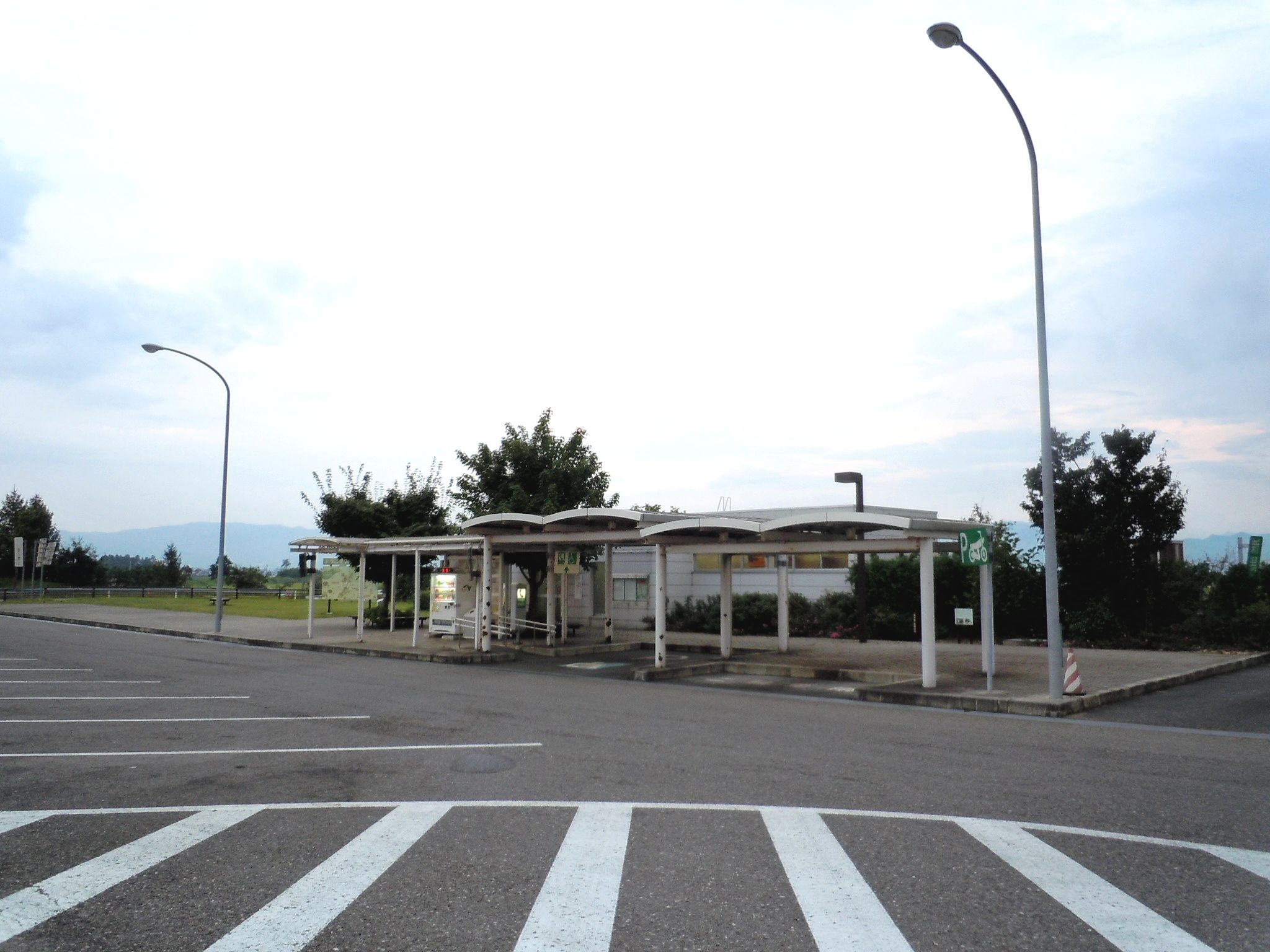
新鶴パーキングエリア（下り線）

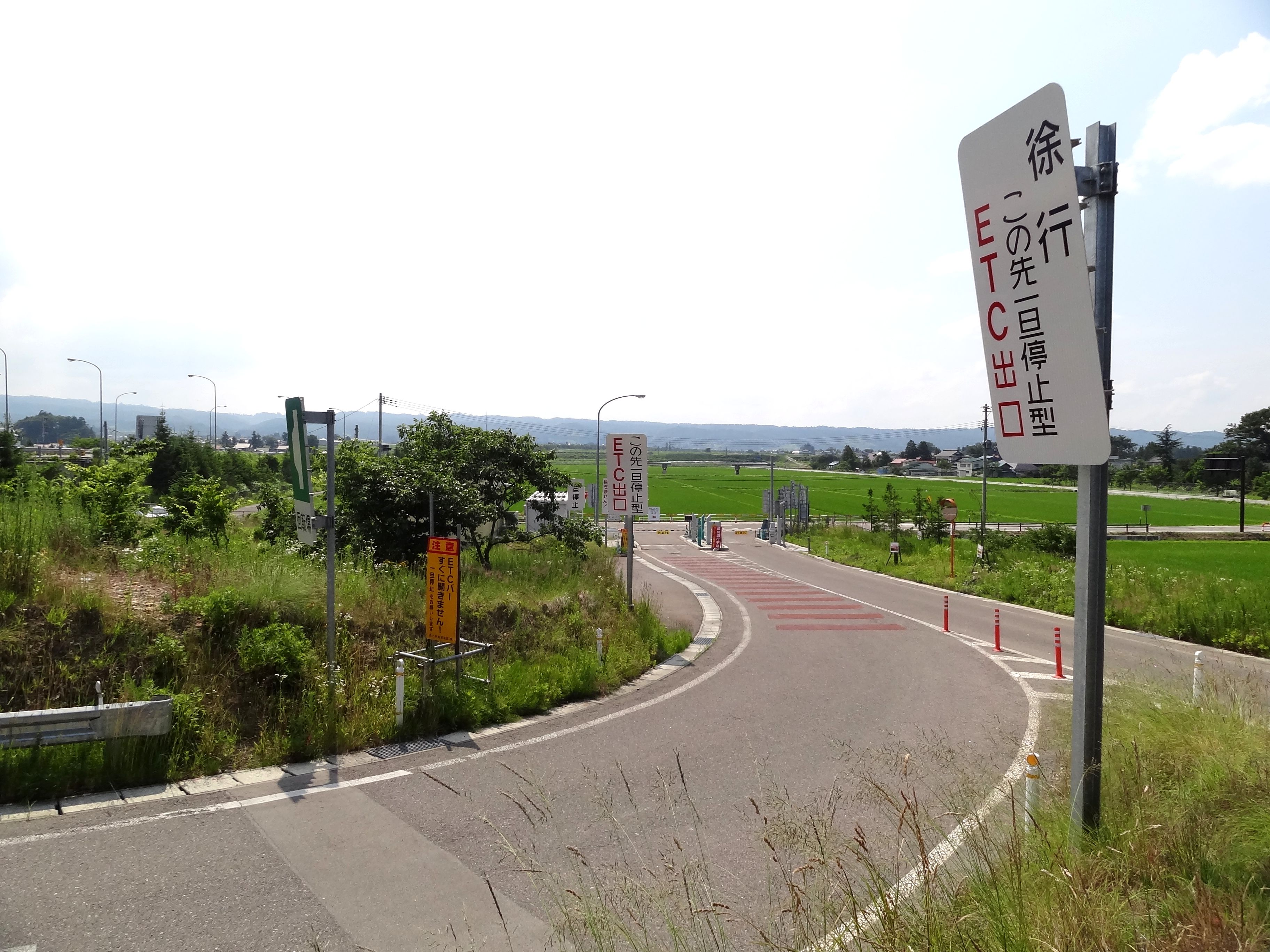
新鶴SIC（上り線）

新鶴パーキングエリア（にいつるパーキングエリア）は、福島県大沼郡会津美里町にある磐越自動車道上のパーキングエリアである。
当PAの前後約5kmは4車線化されている。国土交通省のETC利用促進策により、スマートインターチェンジとして2007年4月1日から正式に運用されている。

## 道路

### 本線
- E49 磐越自動車道（7-1番）

### 接続する道路（SICから）
- 直接接続
  - 会津美里町道 新田・上新田線
- 間接接続
  - 福島県道22号会津坂下会津高田線

## 施設

### 上り線（郡山・いわき方面）
- 駐車場
  - 大型14台
  - 小型11台
- トイレ
  - 男性 大2（和式1・洋式1）・小5
  - 女性 7（和式1・洋式6）
    - 同伴の男児用 1

  - 車椅子用 1
- 自動販売機

### 下り線（新潟中央方面）
- 駐車場
  - 大型14台
  - 小型11台
- トイレ
  - 男性 大2（和式1・洋式1）・小5
  - 女性 7（和式1・洋式6）
    - 同伴の男児用 1

  - 車椅子用 1
- 自動販売機

## スマートIC
- 実験期間：2005年12月26日 - 2007年3月31日
- 恒久化：2007年4月1日
- 運用時間：毎日 24時間
- 利用方向：新潟・いわき両方面
- 対象車種：ETC車載器を搭載した長さ12mまでの車両

2007年4月1日より、恒久的な設置が決定された。
2011年11月15日から12月28日にかけて、けん引車両利用可能機械の設置、料金所付近のロードヒーティング化等の改修工事が行われた。
2014年6月1日から利用時間を「午前6時-午後10時」から「24時間」に拡大された。

### 周辺
- 東日本旅客鉄道（JR東日本）只見線 若宮駅・新鶴駅

## 隣
E49 磐越自動車道
(7) 会津若松IC - (7-1) 新鶴PA/SIC - (8) 会津坂下IC